# 선택 (1996년 영화)
《선택》(영어: Extreme Measures)은 미국에서 제작된 마이클 앱티드 감독의 1996년 범죄 스릴러 영화이다. 휴 그랜트, 진 해크먼, 세라 제시카 파커 등이 출연하였고, 엘리자베스 헐리 등이 제작에 참여하였다.

## 줄거리
뉴욕 응급실 의사 가이는 어느 날 이상 증세를 보이는 한 노숙자를 환자로 받게 된다. 노숙자가 사망한 뒤 시체와 관련 의료 기록이 전부 사라지자 이를 수상히 여겨 조사하던 가이는 코카인을 흡입한다는 모함에 빠져 체포된 후 의사 면허는 물론 주변 친구들까지 잃는다. 이 음모의 배후에는 명망이 높은 신경외과의 로런스 마이릭이 있었고, 마이릭은 마비 치료법을 연구하며 노숙자들을 상대로 척추 실험을 진행하는 중이었는데...  

## 출연
- 휴 그랜트 - 가이 루선 의사 역
- 진 해크먼 - 로런스 마이릭 의사 역
- 세라 제시카 파커 - 조디 트래멀 역
- 데이비드 모스 - FBI 요원 프랭크 헤어 역
- 빌 넌 - 밥 버크 형사 역
- 존 톨스베이 - 보비 역
- 폴 길포일 - 제프리 맹코 의사 역
- 데브라 멍크 - 주디스 그러진스키 의사 역
- 숀 오스틴올슨 - 클로드 밍킨스 역
- J. K. 시먼스 - 밍거스 의사 역
- 사이먼 레이놀즈 - 사이먼 역

## 기타 제작진
- 공동 제작: 크리스 브리검
- 협력 제작: 제니 김
- 미술: 더그 크레이너
- 의상: 수전 라이올